# Simalio lucorum
Simalio lucorum là một loài nhện trong họ Clubionidae.
Loài này thuộc chi Simalio. Simalio lucorum được Eugène Simon miêu tả năm 1906.